# Поддубцы (Славутский район)
Поддубцы (укр. Піддубці) — село в Славутском районе Хмельницкой области Украины.
Население по переписи 2001 года составляло 359 человек. Почтовый индекс — 30040. Телефонный код — 3842. Занимает площадь 0,78 км². Код КОАТУУ — 6823986701.

## Местный совет
30040, Хмельницкая обл., Славутский р-н, с. Поддубцы